# Urho Kekkonen Nationalpark
Urho Kekkonen Nationalpark (finsk: Urho Kekkosen kansallispuisto, nordsamisk: Urho Kekkonen álbmotmeahcci) er en nationalpark i Lappland, Finland, beliggende i et område af kommunerne Savukoski, Sodankylä og Inari . Den er grundlagt i 1983 og har et areal på 2.250 km². Det er et af Finlands største beskyttede områder, og er opkaldt efter den afdøde præsident og premierminister i Finland, Urho Kekkonen.
Floden Suomujoki løber gennem de nordlige dele af den forskelligartede park. De afmærkede stier i den vestlige del er en let destination selv for den uerfarne vandrer, mens vildmarken er god til lange og krævende ture.

De fleste ture til Urho Kekkonen Nationalpark startes fra Kiilopää fjeldcenter, Aittajärvi-søen ved Suomujoki-floden, eller Raja-Jooseppi, og ender som regel i nærheden af Saariselkä klippelinje, for eksempel på toppen af den højeste top, Sokosti. Rendrift er stadig et almindeligt erhverv i området.